# يانسي دي أوكامبو
يانسي دي أوكامبو (بالتاغالوغية: Yancy de Ocampo)‏ مواليد 11 مارس 1980 في كاويته، الفلبين، هو لاعب كرة سلة فلبيني. بدأ مسيرته الاحترافية في سنة 2002. يلعب مع سان ميغيل بيرمن في الرابطة الفلبينية لكرة السلة كلاعب وسط. يحمل الرقم 95. يبلغ طوله 6 قدم 9 بوصة (2.1 م). مثّل منتخب بلاده.

## المسيرة الاحترافية
لعب مع باراكو بول إنرجي من سنة 2002 إلى 2004، ثم لعب مع تي إن تي كاتروبا في موسم 2004–2005، ثم لعب مع بارانجي جينبرا سان ميغيل في موسم 2010–2011، ثم لعب مع ستار هوتشوتز من سنة 2011 إلى 2014، ثم لعب مع سان ميغيل بيرمن في سنة 2015.